# Castaño del Robledo
Castaño del Robledo es un municipio español de la provincia de Huelva, Andalucía. El municipio cuenta con una población de 226 habitantes (INE 2024).

## Situación
La localidad se encuentra rodeada de bosques de robles y castaños que han dado nombre al lugar. Está situada a una altitud de 738 metros y a 113 kilómetros de la capital de provincia, Huelva. Es el pueblo situado a mayor altitud de la provincia de Huelva, encuadrándose en su término municipal el pico que tradicionalmente ha sido considerado como el techo de la provincia onubense, el cerro del Castaño, con una altitud de 960 m. En la actualidad nadie duda que dicho techo lo constituye el Monte Bonales, a 1055 metros sobre el nivel del mar, y perteneciente al municipio de Arroyomolinos de León. Además, se encuentran en su término municipal los puertos de montaña más altos de la provincia de Huelva. El Puerto de Aracena o de Galaroza, que alcanza los 807 metros de altitud y se ubica en la carretera de Fuenteheridos, y el Puerto de Alájar, con 837 metros de altitud y que separa los términos municipales de los municipios de Castaño del Robledo y de Alájar.
El núcleo está emplazado a una altitud media de 740 m sobre el nivel del mar, encajado entre sierras más altas, ocupando una zona deprimida con orientación noroeste-sureste. Las sierras que rodean Castaño del Robledo son el cerro Picote (852 m) al norte, la sierra de Viñaperdida donde se localizan las mayores alturas de la sierra de Aracena (959 y 950 m) con marcada orientación noroeste-sureste y el cerro la Picoteja (827 m) al sur.
El núcleo de población está dividido en tres núcleos, los barrios del Calvario y del Castañar, y el núcleo principal. Estos tres núcleos aparecen de forma discontinua en el espacio, separados por suelos dedicados a distintos usos agrarios, lo que repercute ampliamente en la relación entre poblamiento y paisaje, más si tenemos en cuenta las reducidas dimensiones del caserío.

## Infraestructuras

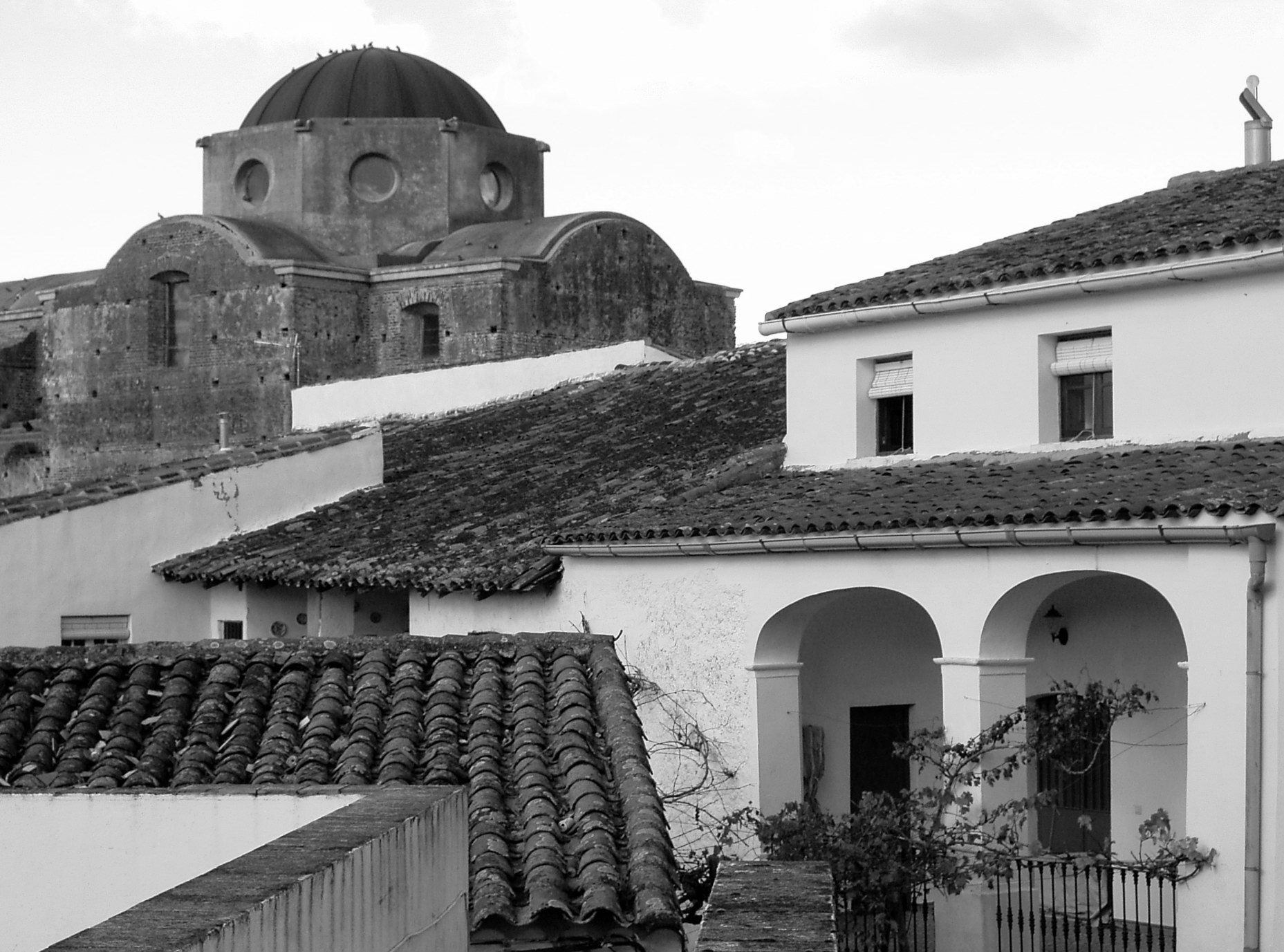

El pueblo cuenta con un restaurante, un hostal, una tienda, varios bares situados en la plaza principal del pueblo , un parque, vendedores de productos naturales, etc. También cuenta con un campo de fútbol sala y una piscina. Contiene gran diversidad de especies vegetales y animales.

## Arquitectura
El emplazamiento del núcleo principal en cuesta y la disposición de los principales ejes viarios perpendiculares a las líneas de nivel, calles Arias Montano, Talero o José Calvo, condiciona que en el caserío se produzcan saltos de cotas importantes. El caserío más antiguo de Castaño del Robledo está emplazado en las inmediaciones de la plaza El Álamo donde se encuentra la iglesia de Santiago. 
En la zona más antigua de la población se puede observar, en función de su emplazamiento en el núcleo, dos tipos de manzanas: Manzanas exentas (edificio que no está adyacente a otros, sino que se encuentra aislado dentro de un espacio urbano) rodeadas de calles y manzanas perimetrales. Las manzanas exentas ocupan un lugar más central y destacan por su irregularidad y por presentar parcelas pequeñas a dos frentes de fachada con una medianera central, superando los espacios construidos ampliamente a los libres. Las manzanas perimetrales al núcleo originario destacan por su tamaño y su carácter lineal, con pocas aperturas hacia el exterior del núcleo en la zona sureste. Están fuertemente compartimentadas en distintas parcelas de tamaño dispar que presentan el caserío alineado en el frente de fachada y un espacio libre trasero.
El viario en esta zona del núcleo destaca por su irregularidad, por su estreches y por su abundancia en relación con el número de manzanas exentas y al reducido tamaño de las mismas. El viario tiende a confluir en la plaza del Álamo y en las inmediaciones de la iglesia de Santiago donde se encuentran los únicos espacios libres de esta parte del núcleo.
Desde este núcleo primero, la población experimenta tres crecimientos; uno primero hacia el suroeste, que tiene como eje principal de crecimiento la calle Real para desembocar en la plaza de Muniz Pablo. El caserío que rodea la citada plaza está ocupado por manzanas perimetrales en el núcleo con un espacio delantero construido y otro libre trasero. Un segundo crecimiento situado al noroeste del núcleo originario de la población tiene a la iglesia inacabada como centro, donde van  a confluir las calles Iglesia Nueva y Sánchez Faz. En este espacio aparecen manzanas perimetrales que combinan parcelas con construcción en el frente de fachada y espacios libres traseros, con construcciones exentas en parcela y parcelas sin edificar. Un tercer crecimiento del núcleo de Castaño del Robledo es el ensanche situado más al norte. Se trata de un pequeño barrio compuesto por manzanas pequeñas exentas y perimetrales a las que se accede a través de las calles Sánchez Faz y La Fuente.
El barrio del Calvario está situado al otro lado de la carretera que comunica Fuenteheridos con la N-435. Hablamos de un pequeño núcleo que estructura cuatro manzanas en torno a la calle Ruiseñor, y compuesto por parcelas irregulares con construcciones en el frente de fachada y espacios libres traseros.
El caserío se caracteriza por tener una planta más doblado y, donde el desnivel lo permite, sótano con entrada independiente desde la calle. También aparecen algunas casas con solana. Las cubiertas son a dos aguas con teja cerámica soportada por forjados de madera con rollizo y tablazón. Debido a la pendiente, las casas combinan las alturas con aleros paralelos a la pendiente de la calle y con aleros horizontales dentro del mismo frente de manzana. 
Predomina el macizo sobre el hueco en las fachadas. Son características algunas viviendas con ventanas salideras con sus respectivas rejas. En el doblado suele aparecer una ventana pequeña que normalmente está centrada respecto al acceso principal. Los acabados de las fachadas característicos son enfoscados encalados hasta el suelo que en algunos casos se han ido sustituyendo por zócalos a la tirolesa y de aplacados cerámicos. Los aleros son sencillos y vuelan sobre el plano de fachada sin molduras. También es característico que los aleros vuelen sobre la fachada soportados por el forjado de madera de la cubierta. La carpintería es de madera y con colores oscuros. Son relevantes los pavimentos empedrados en las calles. 
Hay que destacar dentro de su riqueza monumental la iglesia parroquial de Santiago Apóstol y la iglesia inacabada. La construcción de la iglesia parroquial de Santiago Apóstol se atribuye a la iniciativa de Benito Arias Montano. En torno a 1697 se realizaron las obras de construcción de la torre, la capilla Bautismal y la tribuna destinada a coro alto, dirigidas por Alonso Yáñez Romero, vecino de Castaño. 
En 1973 se construye la capilla Mayor y el crucero; en el siglo XVIII, se realizó una ampliación de la primitiva tribuna, con el objeto de colocar el órgano adquirido por la parroquia. A principios del siglo XIX se construyó la actual Sacristía y la zona inmediata a esta destinada a almacén y escaleras de acceso a la planta alta de la misma, obras que concluyeron en 1818. En 1893 fue reconstruida la capilla Sacramental bajo el patrocinio de los esposos don Juan Martín Márquez y doña Josefa Martín Sánchez, naturales y vecinos de la villa. La iglesia inacabada, nueva o del cementerio, de estilo neoclásico, comenzó a construirse en la periferia del casco urbano de la localidad debido al notable crecimiento experimentado por la población de Castaño del Robledo durante el siglo XVIII. José Álvarez determinó las principales características de la construcción, interpretando posteriormente sus ideas y dando las trazas del edificio Antonio de Figueroa y Ruiz, asumiendo la dirección de las obras Januario José Longuinos Sánchez, vecino de la localidad, con Alonso Sánchez como maestro de obras. Su breve historia constructiva comienza en 1784, quedando en 1794 paralizadas las obras definitivamente. El edificio quedó sin uso hasta mediados del siglo XIX en que empezó a utilizarse como cementerio, construyéndose numerosos nichos en las capillas laterales y enterramientos en el suelo. Hacia 1940 se construyó un nuevo cementerio en la localidad, lo que motivó el desalojo del cementerio ubicado en el interior de la iglesia.

## Historia
La localidad debe en parte su existencia al hecho de ser el nexo entre varias poblaciones cercanas, circunstancia que aparece reflejada en su trazado urbanístico, en cuyo casco confluyen los caminos a Jabugo, Santa Ana la Real, Alájar, Fuenteheridos y Galaroza. Con la conquista del reino de Granada y el descubrimiento de América da principio una época de florecimiento económico generalizado que se deja notar también en el aumento de la población de Castaño del Robledo, con 76 habitantes ya en 1512. Este inicio de despegue demográfico, que se afianzará durante el resto del siglo XVI, va a significar una transformación del paisaje, produciéndose una paulatina sustitución del robledal existente en torno a la aldea por las plantaciones de castaño. Buena prueba de este momento de bonanza que experimenta Castaño del Robledo es la construcción en la primera mitad del siglo XVI de la iglesia parroquial de Santiago Apóstol.

## Demografía
Castaño del Robledo cuenta con una población de 226 habitantes (INE 2024).
| Gráfica de evolución demográfica de Castaño del Robledo entre 1842 y 2021                                           |
| |
| Población de derecho según los censos de población del INE Población de hecho según los censos de población del INE |

Número de habitantes desde 1857 (Población de Hecho excepto los dos últimos censos donde no figura este dato sino la Población de Derecho):
| 1104                      | 1185 | 1295 | 1074 | 1087 | 977 | 672 | 671 | 439 | 573 | 500 | 429 | 287 | 230 | 186 | 194 | 213 | 227 |
| (Fuente: INE [Consultar]) |      |      |      |      |     |     |     |     |     |     |     |     |     |     |     |     |     |